# Al Tahaddy Benghazi
Maillots
Actualités
Le Al Tahaddy Club (en arabe : نادي التحدي), plus couramment abrégé en Al Tahaddy, est un club libyen de football fondé en 1954 et basé dans la ville de Benghazi.

## Palmarès
| \| - Championnat de Libye (3) : - Champion : 1966-67, 1976-77 et 1996-97. - Coupe de Libye - Finaliste : 1998-99. \| \| - Supercoupe de Libye (1) : - Vainqueur : 1996-97. \| |  |                                                    |
| - Championnat de Libye (3) : - Champion : 1966-67, 1976-77 et 1996-97. - Coupe de Libye - Finaliste : 1998-99.                                                                |  | - Supercoupe de Libye (1) : - Vainqueur : 1996-97. |